# Fed Cup 2011 – blok A 2. skupiny zóny Evropy a Afriky
Blok A 2. skupiny zóny Evropy a Afriky Fed Cupu 2011 představoval jednu ze dvou podskupin 2. skupiny. Hrálo se mezi 4. až 6. květnem v areálu Smash Tennis Academy egyptské Káhiry venku na antukových dvorcích. 
Tři týmy se utkaly ve vzájemných zápasech. Vítěz následně sehrál barážový zápas s druhým z bloku B o postup do 1. skupiny zóny Evropy a Afriky pro rok 2012. Utkání o druhé postupové místo odehrál druhý v pořadí s vítězem z bloku  B. Třetí pak nastoupil k zápasu proti třetímu týmu z bloku B. Poražený sestoupil do 3. skupiny zóny Evropy a Afriky pro rok 2012. 

## Blok A
|     |             | Finsko | Maroko | Portugalsko | Zápasy V/P | Sety V/P | Hry V/P | Pořadí |
| 49. | Finsko      |        | 2–1    | 1–2         | 1–1        | 6–8      | 71–58   | 2.     |
| 64. | Maroko      | 1–2    |        | 1–2         | 0–2        | 6–9      | 50–81   | 3.     |
| 68. | Portugalsko | 2–1    | 2–1    |             | 2–0        | 10–5     | 81–74   | 1.     |

- V/P – výhry/prohry

## Zápasy

### Finsko vs. Maroko
| | Finsko | 2 :                                                                       | 1    | Maroko |     |  |
| --- | ------ | ------------------------------------------------------------------------- | ---- | ------ | --- |  |
| Smash Tennis Academy, Káhira, Egypt 4. května 2011 antuka (venku) |        |                                                                           |      |        |     |  |
| \| \| \| \| 1. \| 2. \| 3. \| \| \| -- \| \| ------------------------------------------------------------------------- \| ---- \| --- \| --- \| \| \| 1. \| \| Piia Suomalainenová Nadia Lalamiová \| 64 7 \| 6 0 \| 6 0 \| \| \| 2. \| \| Emma Laineová Fatima El Allamiová \| 6 2 \| 6 0 \| \| \| \| 3. \| \| Emma Laineová / Piia Suomalainenová Lina Bennaniová / Fatima El Allamiová \| 61 7 \| 3 6 \| \| \| \| \| \| \| \| \| \| \| \| \| \| \| \| \| \| \| \| \| \| \| \| \| \| \| \| \| \| \| \| \| \| \| \| \| \| \| \| \| \| \| |        |                                                                           |      |        |     |  |
| |        |                                                                           | 1.   | 2.     | 3.  |  |
| 1. |        | Piia Suomalainenová Nadia Lalamiová                                       | 64 7 | 6 0    | 6 0 |  |
| 2. |        | Emma Laineová Fatima El Allamiová                                         | 6 2  | 6 0    |     |  |
| 3. |        | Emma Laineová / Piia Suomalainenová Lina Bennaniová / Fatima El Allamiová | 61 7 | 3 6    |     |  |
| |        |                                                                           |      |        |     |  |
| |        |                                                                           |      |        |     |  |
| |        |                                                                           |      |        |     |  |
| |        |                                                                           |      |        |     |  |
| |        |                                                                           |      |        |     |  |

### Maroko vs. Portugalsko
| | Maroko | 1 :                                                                                          | 2   | Portugalsko |     |  |
| --- | ------ | -------------------------------------------------------------------------------------------- | --- | ----------- | --- |  |
| Smash Tennis Academy, Káhira, Egypt 5. května 2011 antuka (venku) |        |                                                                                              |     |             |     |  |
| \| \| \| \| 1. \| 2. \| 3. \| \| \| -- \| \| -------------------------------------------------------------------------------------------- \| --- \| --- \| --- \| \| \| 1. \| \| Nadia Lalamiová Maria João Koehlerová \| 2 6 \| 7 5 \| 6 3 \| \| \| 2. \| \| Fatima El Allamiová Michelle Larcherová de Britová \| 6 4 \| 3 6 \| 2 6 \| \| \| 3. \| \| Fatima El Allamiová / Nadia Lalamiová Maria João Koehlerová / Michelle Larcherová de Britová \| 3 6 \| 2 6 \| \| \| \| \| \| \| \| \| \| \| \| \| \| \| \| \| \| \| \| \| \| \| \| \| \| \| \| \| \| \| \| \| \| \| \| \| \| \| \| \| \| \| |        |                                                                                              |     |             |     |  |
| |        |                                                                                              | 1.  | 2.          | 3.  |  |
| 1. |        | Nadia Lalamiová Maria João Koehlerová                                                        | 2 6 | 7 5         | 6 3 |  |
| 2. |        | Fatima El Allamiová Michelle Larcherová de Britová                                           | 6 4 | 3 6         | 2 6 |  |
| 3. |        | Fatima El Allamiová / Nadia Lalamiová Maria João Koehlerová / Michelle Larcherová de Britová | 3 6 | 2 6         |     |  |
| |        |                                                                                              |     |             |     |  |
| |        |                                                                                              |     |             |     |  |
| |        |                                                                                              |     |             |     |  |
| |        |                                                                                              |     |             |     |  |
| |        |                                                                                              |     |             |     |  |

### Finsko vs. Portugalsko
| | Finsko | 1 :                                                                                     | 2    | Portugalsko |     |  |
| --- | ------ | --------------------------------------------------------------------------------------- | ---- | ----------- | --- |  |
| Smash Tennis Academy, Káhira, Egypt 6. května 2011 antuka (venku) |        |                                                                                         |      |             |     |  |
| \| \| \| \| 1. \| 2. \| 3. \| \| \| -- \| \| --------------------------------------------------------------------------------------- \| ---- \| --- \| --- \| \| \| 1. \| \| Piia Suomalainenová Maria João Koehlerová \| 6 2 \| 5 7 \| 7 5 \| \| \| 2. \| \| Emma Laineová Michelle Larcherová de Britová \| 64 7 \| 3 6 \| \| \| \| 3. \| \| Emma Laineová / Piia Suomalainen Maria João Koehlerová / Michelle Larcherová de Britová \| 3 6 \| 2 6 \| \| \| \| \| \| \| \| \| \| \| \| \| \| \| \| \| \| \| \| \| \| \| \| \| \| \| \| \| \| \| \| \| \| \| \| \| \| \| \| \| \| \| |        |                                                                                         |      |             |     |  |
| |        |                                                                                         | 1.   | 2.          | 3.  |  |
| 1. |        | Piia Suomalainenová Maria João Koehlerová                                               | 6 2  | 5 7         | 7 5 |  |
| 2. |        | Emma Laineová Michelle Larcherová de Britová                                            | 64 7 | 3 6         |     |  |
| 3. |        | Emma Laineová / Piia Suomalainen Maria João Koehlerová / Michelle Larcherová de Britová | 3 6  | 2 6         |     |  |
| |        |                                                                                         |      |             |     |  |
| |        |                                                                                         |      |             |     |  |
| |        |                                                                                         |      |             |     |  |
| |        |                                                                                         |      |             |     |  |
| |        |                                                                                         |      |             |     |  |